# Savjolovskaja (metrostation)
Savjolovskaja (Russisch: Савёловская uitspraakⓘ) is een station aan de Serpoechovsko-Timirjazevskaja-lijn van de Moskouse metro. 

## Geschiedenis
Al in 1938 lagen er plannen voor een metrostation bij spoorwegstation Savjolovskaja. Destijds was er sprake van een kruising van de Koltsevaja-lijn en de Timirjazevsko-radius. In 1943 werd het tracé van de Koltsevaja-lijn vastgelegd waarbij gekozen werd voor de kortste verbinding tussen Beloroesskaja en Komsomolskaja zodat Savjolovskaja buiten de boot viel. In 1947 werden ook de plannen voor de noord-zuid lopende Timirjazevsko-radius herzien en pas in 1971 werd het tracé van de Serpoechovsko-Timirjazevskaja-lijn vastgelegd. De aanleg begon in het zuiden en het duurde tot 31 december 1988 voor Savjolovskaja een aansluiting op de metro kreeg. Het in 1938 voorgestelde noordelijke tracé voor de Koltsevaja-lijn kwam in 2011 weer in beeld. In het kader van het project “Derde overstap contour”(TPK) werd het noordelijke deel van de Grote Ringlijn aangelegd via de in 1938 voorgestelde route. Sinds 30 december 2018 kunnen de reizigers overstappen op de Grote Ringlijn.

## Ontwerp en inrichting
Het pylonenstation op 52 meter diepte is gebouwd onder leiding van de architecten N.I. Sjoemakov en N.V. Sjoerjginoj. De pylonen zijn bekleed met licht gekleurd marmer, met plinten en groeven van grijs graniet. De vloer bestaat uit grijs graniet, terwijl de tunnelwanden ook met licht gekleurd marmer zijn bekleed. Op de tunnelwanden zijn naast de letters van de stationsnaam ook mozaïeken, vier per wand, aangebracht die de geschiedenis van het spoorwegverkeer uitbeelden. De tegenover elkaar liggende mozaïeken hebben dezelfde afbeelding echter in een andere kleurstelling. Van noord naar het zuid:  
- Een stoomlocomotief, een stoomboot en een veulen.
- Een paardentram met vijfspan
- Voorstadstreinen in een station
- Trein op een brug over de rivier in het bos

Boven de roltrappen aan de noordkant is ook een mozaïek, hier met een afbeelding van spoorstaven, aangebracht. De mozaïeken zijn gemaakt door N.I. Andronov, J.L. Rodin, V.L. Rodin en J.A. Sjisjkov.
De roltrappen tussen de middenhal en de ondergrondse verdeelhal bevinden zich aan de noordzijde. Het ontwerp voorzag ook in roltrappen aan de zuidkant die de verbinding zouden vormen met een ondergrondse verdeelhal onder het noordeinde van de Novoslobodskaja Oelitsa met toegangen in de bestaande voetgangerstunnel. In 1991 zou de zuidelijke verdeelhal worden geopend maar het bleef bij de noordelijke uit 1988. Deze verdeelhal ligt voor de gevel van het spoorwegstation onder het stationsplein en is via roltrappen verbonden met de middenhal. Daarnaast is het mogelijk om met een roltrap het midden van het perron aan de Grote Ringlijn te bereiken. De oostkant van het perron van de Grote Ringlijn is via een loopbrug met de middenhal verbonden. De perrons en de middenhal liggen onder het verkeersknooppunt met op maaiveldniveau de spoorlijn tussen Savjolovskaja en Beloroesskaja, daarboven de noord-zuid lopende Novoslobodskajastraat en Boetyrskajastraat en op niveau 3 het oost-west lopende Savjolovskaja viaduct tussen de Soetsjevski Val en de Nizjnjaja Maslovka, als onderdeel van de derde ringweg. Ten noorden van het perron ligt een derde spoor tussen de twee sporen naar het noorden. Dit spoor werd tussen 1988 en 1991 gebruikt als keerspoor toen het station het noordelijke eindpunt van de lijn was. Sindsdien is het ingebruik als opstelspoor om 's nachts metro's te stallen. Sinds 2016 is dit spoor verbonden met de verbindingstunnel, die als een lus aan de oostkant loopt, naar de Grote Ringlijn. 

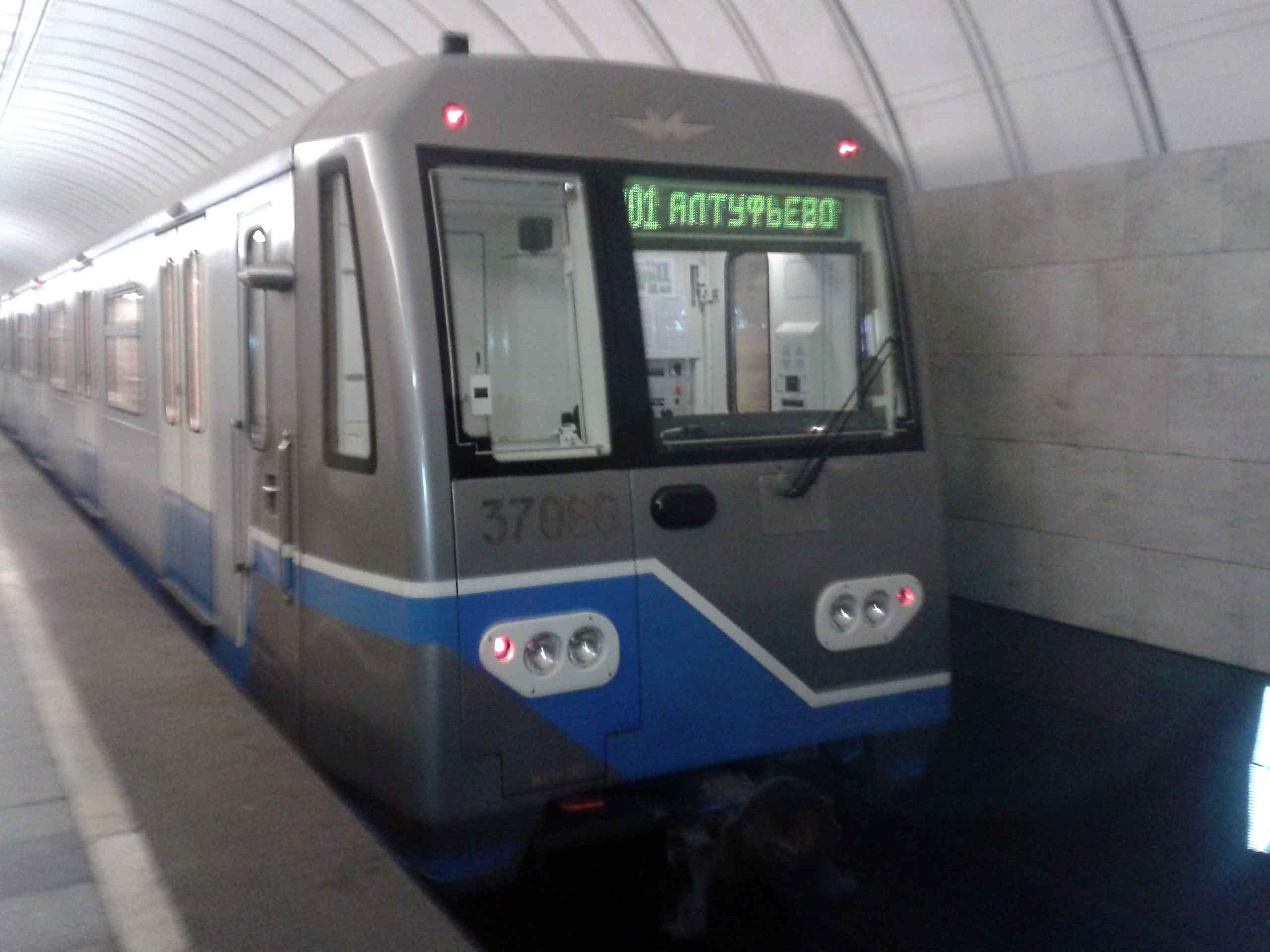
Treinstel 81-760-761 "Oka" op weg naar het noorden in Savjolovskaja
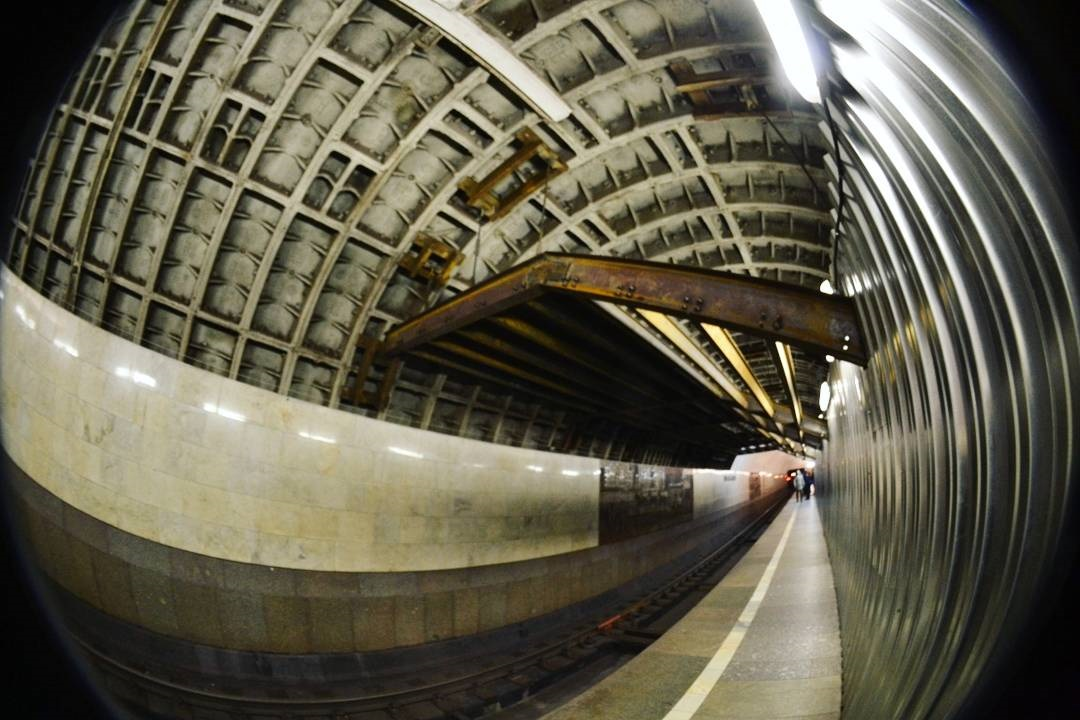
De loopbrug naar de Grote Ringlijn in aanbouw
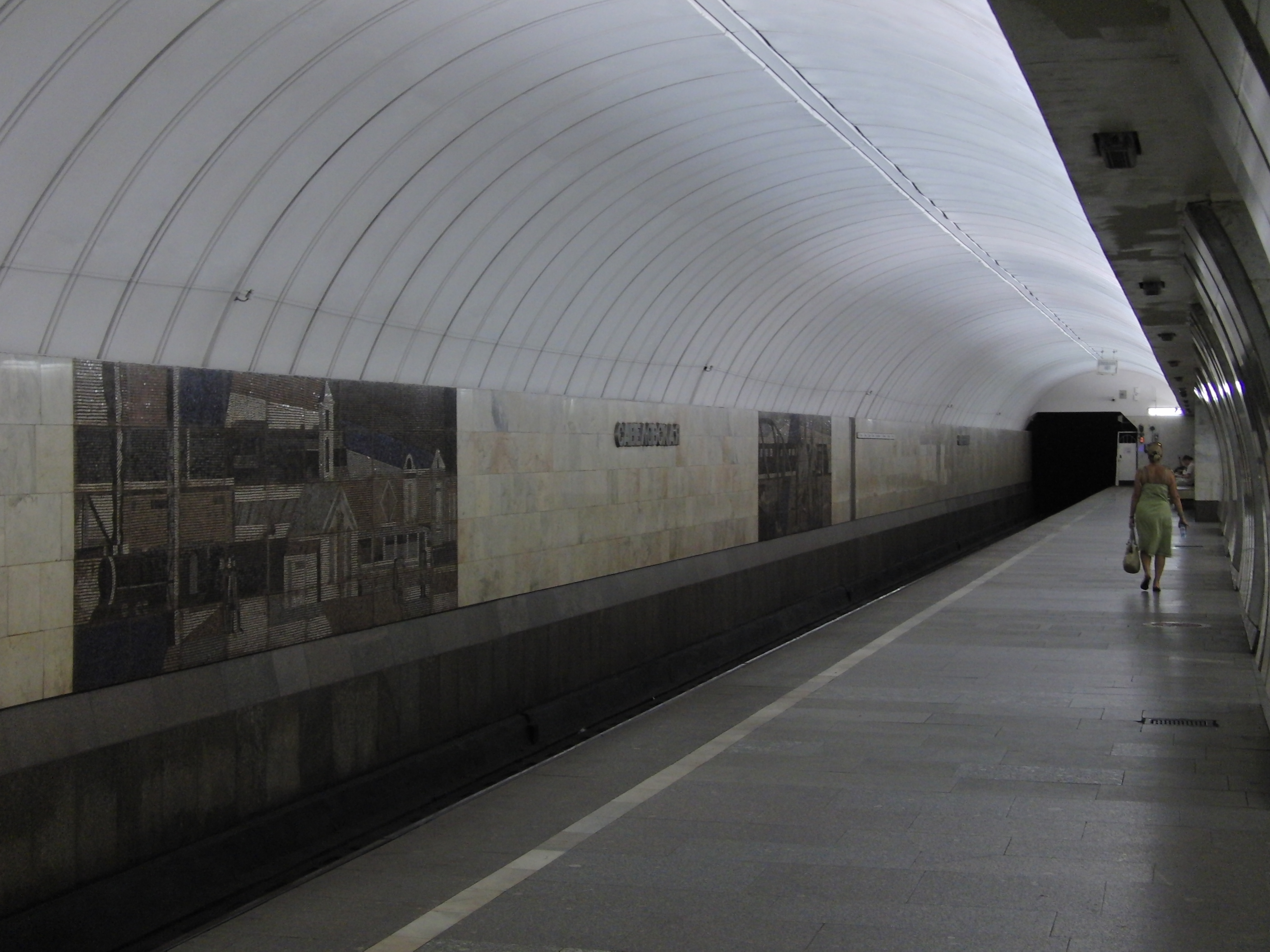
De mozaïeken voorstadstreinen en trein op brug langs het oostelijke spoor

## Reizigersverkeer
In maart 2002 werden bij het metrostation 63.600 instappers per dag geteld. In november 2019 werden de eerste twee lijnen van het stadsgewestelijk net van Moskou geopend. Hiervan doet lijn D1 het station aan en samen met de buslijnen is er sprake van een belangrijk overstappunt. Naar verwachting zullen een kwart miljoen reizigers per dag het overstappunt gebruiken, met in de spits 28.000 per uur. Het stationsplein wordt heringericht met een busstation en een nieuw hotel van 13.000m2. De eerste metro richting het noorden vertrekt om 6:00 uur. In zuidelijke richting is dat op werkdagen 5:38 uur, in het weekeinde op even dagen om 5:42 uur en op oneven dagen een minuut eerder.